# 王祐天
王祐天（Wong Yau Tin Brian，1987年3月31日—），生於香港，香港籃球運動員，司職中鋒，現時效力香港甲一籃球聯賽球隊。

## 籃球生涯
王祐天生於香港，中學就讀皇仁書院，於2006年轉讀聖若瑟書院，升讀香港大學後隨籃球名宿翁金驊為大學隊作賽3年，於2010年加盟老牌球會永倫，不過出場時間並不多，至2012年因工作關係而短暫離開球壇，參與紀律部隊訓練一年。2013年尾應超敏教練香振強邀請復出，為球隊上陣數場爭取護級。及後轉投遊協。2014年由於全港首支職業籃球隊東方升班上甲一，導致福建多名球員離隊他投，而王祐天亦選擇加盟正值重組的福建，於2017球季因傷關係，雖然於聯賽才復出，但不損他仍是標準福建內線的重要一員，更在對南華的聯賽，取得當季首個入樽，他當季不時與劉凱濤組成雙塔，為球隊作出貢獻，最終助標準福建奪得聯賽殿軍，他於2017年球季為福建上陣12場，聯賽場均有6.3分5.3籃板。球季完結後轉會升班馬球隊滿貫。

## 國際賽生涯
王祐天昔日曾參加世界大學生運動會，更曾經代表香港代表隊出戰亞洲男子籃球錦標賽預賽，港澳埠際賽及超級工商盃等國際賽賽事。惟直到2013年及2015年的亞洲籃球錦標賽因實力不足都未能入選，令王祐天已有一段時間未有代表香港隊參與大型的國際賽事。至2017年7月完成甲一季後賽後，得教練賞識力薦，才獲選入香港籃球代表隊，出戰8月在黎巴嫩舉行的亞洲盃，結果香港於分組賽與中華台北鬥得勢力敵惜敗。其後對陣日本香港隊亦未能打出好表現。在對澳洲國家隊由於他失去唯一身高優勢大幅落敗。最後他協助香港在名次賽以96–81擊敗澳門。

## 外部連結
- 王祐天在fiba.basketball（英语）
- 王祐天在archive.fiba.com（archived）（英语）
- 王祐天在Eurobasket.com（球員）（英语）
- 王祐天在RealGM（英语）